# 馬格納廣場

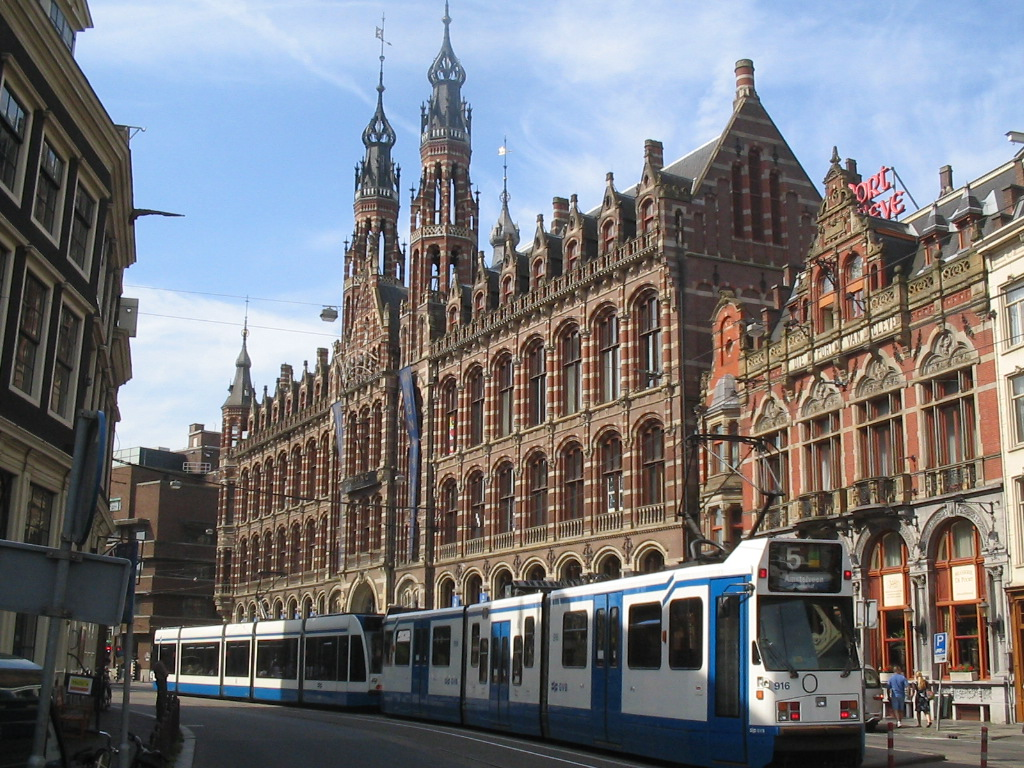
馬格納廣場

舊阿姆斯特丹郵政總局，現名馬格納廣場（Magna Plaza），是荷蘭首都阿姆斯特丹的一座大型建築。

## 历史
修建於1895年至1899年期間。這座建築融合了新哥特式建築和新文藝復興式建築風格。自1974年開始，該建築就是荷蘭國家紀念建築。